# パデ近似

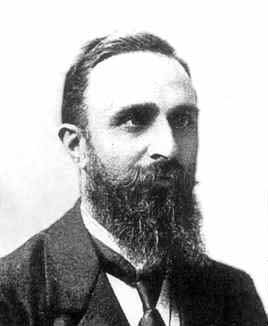
アンリ・パデ

数学においてパデ近似（パデきんじ、英: Padé approximant）とは、関数を近似する「最良」の有理関数のこと。たとえば {\displaystyle x/(1+{\scriptstyle {\frac {1}{2}}}x)} は log(1 + x) のパデ近似のひとつである：
{\displaystyle \log(1+x)={\frac {x}{1+{\scriptstyle {\frac {1}{2}}}x}}+O(x^{3}).}
パデ近似のテイラー級数は関数のテイラー級数と与えられた次数まで一致する。この近似法は1890年頃にアンリ・パデが発展させたが、冪級数の有理関数による近似という考えを始め、その特徴を研究したのはゲオルク・フロベニウスにまで遡る。
多くの場合、パデ近似は、 テイラー級数を有限項で打ち切ったものよりも良い近似を与えるが、テイラー級数が収束しない場合にも機能する。 これらの理由から、パデ近似はコンピューター計算で広く使用されている。 また、パデ近似は ディオファントス近似および超越数論において補助関数として使用されるが、より正確な評価のためにはパデ近似を応用したそれ専用の手法を使うことが一般的である。
また、有理関数を近似に用いたことによる人工的な特異点が発生するおそれがあるが、これはボレル・パデ解析によって回避することができる。
パデ近似がマクローリン展開よりも良い近似になりやすい理由は、多点総和法の観点から見れば明らかである。それは無限遠での漸近展開が0や定数になる例が多いため、｢不完全な2点パデ近似｣として、通常のパデ近似がマクローリン展開を改良しているものと解釈出来るからである。

## 定義
滑らかな関数 f(x) と非負整数 m, n に対して f(x) の [m/n] 次パデ近似とは有理関数
{\displaystyle R(x)={\frac {a_{0}+a_{1}x+a_{2}x^{2}+\dots +a_{m}x^{m}}{1+b_{1}x+b_{2}x^{2}+\dots +b_{n}x^{n}}}}
であって
{\displaystyle f^{(k)}(0)=R^{(k)}(0)\qquad (0\leq k\leq m+n)}
を満たすものをいう。（特に n = 0 のときは原点における m 次テイラー多項式に他ならない。）
有理関数 R(x) の原点におけるテイラー級数は先頭の m + n + 1 項が f(x) のそれと相殺され、
{\displaystyle f(x)=R(x)+O(x^{m+n+1})}
となる。
パデ近似は与えられた非負整数 m, n に対して（存在すれば）一意的に決まる。つまり係数 {\displaystyle a_{0},a_{1},\dots ,a_{m},b_{1},\dots ,b_{n}} は一意的に決まる。パデ近似 R(x) における分母の定数項として 1 を選ぶのはこの一意性のためであり、この正規化をしない場合には分母と分子に対して共通の任意の非零の定数を乗じる自由度が残るために一意性が成り立たない。
このように定義されたパデ近似 R(x) を
{\displaystyle [m/n]_{f}(x)}
と表し（関数 f や変数 x は省略されることもある）、これらを並べた表をパデ表という。
| m \ n | 0 | 1 | 2 | 3 |
| ----- | --- | --- | --- | --- |
| 0     | {\displaystyle {\frac {1}{1}}}                                                                         | {\displaystyle {\frac {1}{1-x}}} | {\displaystyle {\frac {1}{1-x+{\scriptstyle {\frac {1}{2}}}x^{2}}}} | {\displaystyle {\frac {1}{1-x+{\scriptstyle {\frac {1}{2}}}x^{2}-{\scriptstyle {\frac {1}{6}}}x^{3}}}} |
| 1     | {\displaystyle {\frac {1+x}{1}}}                                                                       | {\displaystyle {\frac {1+{\scriptstyle {\frac {1}{2}}}x}{1-{\scriptstyle {\frac {1}{2}}}x}}}                                                                        | {\displaystyle {\frac {1+{\scriptstyle {\frac {1}{3}}}x}{1-{\scriptstyle {\frac {2}{3}}}x+{\scriptstyle {\frac {1}{6}}}x^{2}}}}                                                                          | {\displaystyle {\frac {1+{\scriptstyle {\frac {1}{4}}}x}{1-{\scriptstyle {\frac {3}{4}}}x+{\scriptstyle {\frac {1}{4}}}x^{2}-{\scriptstyle {\frac {1}{24}}}x^{3}}}}                                                                            |
| 2     | {\displaystyle {\frac {1+x+{\scriptstyle {\frac {1}{2}}}x^{2}}{1}}}                                    | {\displaystyle {\frac {1+{\scriptstyle {\frac {2}{3}}}x+{\scriptstyle {\frac {1}{6}}}x^{2}}{1-{\scriptstyle {\frac {1}{3}}}x}}}                                     | {\displaystyle {\frac {1+{\scriptstyle {\frac {1}{2}}}x+{\scriptstyle {\frac {1}{12}}}x^{2}}{1-{\scriptstyle {\frac {1}{2}}}x+{\scriptstyle {\frac {1}{12}}}x^{2}}}}                                     | {\displaystyle {\frac {1+{\scriptstyle {\frac {2}{5}}}x+{\scriptstyle {\frac {1}{20}}}x^{2}}{1-{\scriptstyle {\frac {3}{5}}}x+{\scriptstyle {\frac {3}{20}}}x^{2}-{\scriptstyle {\frac {1}{60}}}x^{3}}}}                                       |
| 3     | {\displaystyle {\frac {1+x+{\scriptstyle {\frac {1}{2}}}x^{2}+{\scriptstyle {\frac {1}{6}}}x^{3}}{1}}} | {\displaystyle {\frac {1+{\scriptstyle {\frac {3}{4}}}x+{\scriptstyle {\frac {1}{4}}}x^{2}+{\scriptstyle {\frac {1}{24}}}x^{3}}{1-{\scriptstyle {\frac {1}{4}}}x}}} | {\displaystyle {\frac {1+{\scriptstyle {\frac {3}{5}}}x+{\scriptstyle {\frac {3}{20}}}x^{2}+{\scriptstyle {\frac {1}{60}}}x^{3}}{1-{\scriptstyle {\frac {2}{5}}}x+{\scriptstyle {\frac {1}{20}}}x^{2}}}} | {\displaystyle {\frac {1+{\scriptstyle {\frac {1}{2}}}x+{\scriptstyle {\frac {1}{10}}}x^{2}+{\scriptstyle {\frac {1}{120}}}x^{3}}{1-{\scriptstyle {\frac {1}{2}}}x+{\scriptstyle {\frac {1}{10}}}x^{2}-{\scriptstyle {\frac {1}{120}}}x^{3}}}} |

たとえば指数関数 exp(x) の [m/n] 次パデ近似は一般化された超幾何関数を用いて
{\displaystyle [m/n](x)={}_{1}F_{1}\left({\scriptstyle {\begin{matrix}-m\\-m-n\end{matrix}}};x\right){\big /}{}_{1}F_{1}\left({\scriptstyle {\begin{matrix}-n\\-m-n\end{matrix}}};-x\right)}
と表される。

## 計算
指定されたxに対して 、パデ近似はWynnのイプシロン・アルゴリズムによって計算できるが、fのテイラー級数の部分和
{\displaystyle T_{N}(x)=c_{0}+c_{1}x+c_{2}x^{2}+\cdots +c_{N}x^{N}}
から数列の変形によって計算することもできる。ここで
{\displaystyle c_{k}={\frac {f^{(k)}(0)}{k!}}.}
f は形式的なべき級数としてもよく、そのため、パデ近似を発散級数の総和をとるという目的で使用することもできる。
パデ近似を計算する1つの方法は、 多項式最大公約数の拡張ユークリッドアルゴリズムを使用することである。  関係
{\displaystyle R(x)=P(x)/Q(x)=T_{m+n}(x){\text{ mod }}x^{m+n+1}}
は、次のような因子K(x) の存在と同値である：
{\displaystyle P(x)=Q(x)T_{m+n}(x)+K(x)x^{m+n+1}.}
これは、{\displaystyle T_{m+n}(x)}と{\displaystyle x^{m+n+1}} の最大公約数を求める計算における1つのステップのベズー恒等式として解釈できる。
2つの多項式 p と q の最大公約数を計算するには、筆算によって余りの列
{\displaystyle r_{0}=p,\;r_{1}=q,\quad r_{k-1}=q_{k}r_{k}+r_{k+1},\;\deg r_{k+1}<\deg r_{k}\;(k=1,2,3...)}
を{\displaystyle r_{k+1}=0} となるまで計算したことを思い出す。 拡張最大公約数のベズー恒等式では、2つの多項式列
{\displaystyle u_{0}=1,\;v_{0}=0,\quad u_{1}=0,\;v_{1}=1,\quad u_{k+1}=u_{k-1}-q_{k}u_{k},\;v_{k+1}=v_{k-1}-q_{k}v_{k}}
を同時に計算する。これによって、各ステップでベズー恒等式
{\displaystyle r_{k}(x)=u_{k}(x)p(x)+v_{k}(x)q(x).}
を得る。
[m/n]近似の場合、次の拡張ユークリッドアルゴリズムを実行する。
{\displaystyle r_{0}=x^{m+n+1},\;r_{1}=T_{m+n}(x)}
そして{\displaystyle v_{k}}の次数がn以下である最後の段階にそれを停止する。
次に、多項式{\displaystyle P=r_{k},\;Q=v_{k}} [ m / n ]パデ近似を与える。拡張最大公約数計算のすべてのステップを計算すると、 パデ表の対角線が得られる。

## リーマン・パデゼータ関数
発散級数の再足し上げ(resummation)、すなわち
{\displaystyle \sum _{z=1}^{\infty }f(z)}
を調べるには、パデまたは単に有理ゼータ関数を次のように導入すると便利である。
{\displaystyle \zeta _{R}(s)=\sum _{z=1}^{\infty }{\frac {R(z)}{z^{s}}},}
ここで、
{\displaystyle R(x)=[m/n]_{f}(x)\,}
は関数f(x)の次数 (m,n) のパデ近似である。 s = 0での ゼータ正則化値は、発散級数の和と見なされる。
このパデゼータ関数の関数方程式は次のとおりである。
{\displaystyle \sum _{j=0}^{n}a_{j}\zeta _{R}(s-j)=\sum _{j=0}^{m}b_{j}\zeta _{0}(s-j),}
ここで、a jとb jはパデ近似の係数である。下付き文字「0」は、パデが次数[0/0]であることを意味する。したがって、この場合リーマンゼータ関数となる。

## DLogPadéメソッド
パデ近似を使用すると、関数の臨界点と指数を抽出できる。熱力学では、関数 f(x) が点x = rの近くで{\displaystyle f(x)\sim |x-r|^{p}} のように非解析的にふるまうとき、 x=rを臨界点、 pをfの関連する臨界指数と呼ぶ。fの級数展開の十分な項が分かっている場合、パデ近似{\displaystyle [n/n+1]_{g}(x)}の極と残差から臨界点と臨界指数をそれぞれ見積もることができる。 ここで、{\displaystyle g={\frac {f'}{f}}} である。

## 一般化
パデ近似は、1つの変数で関数を近似する。2つの変数による近似は、チザム近似（J.S.R. Chisholmにちなむ） と呼ばれ、複数の変数による近似はカンタベリー近似（カンタベリーにあるケント大学にいたグレイブス゠モリスにちなむ）  と呼ばれる。

## 2点パデ近似
従来のパデ近似は、マクローリン展開を与えられた次数まで再現するように決定されている。そのため、展開点から離れた箇所での値での近似が悪くなることがある。これを回避するのが多点総和法の1種である2点パデ近似である。{\displaystyle x=0}で、関数{\displaystyle f(x)}がある漸近関数{\displaystyle f_{0}(x)}を用いて、
{\displaystyle f\sim f_{0}(x)+o(f_{0}(x))(x\rightarrow 0)}
と表され、更に、{\displaystyle x\rightarrow \infty }では、ある漸近関数{\displaystyle f_{\infty }(x)}を用いて、
{\displaystyle f(x)\sim f_{\infty }(x)+o(f_{\infty }(x))(x\rightarrow \infty )}
と表される場合を考える。適切に{\displaystyle f_{0}(x),f_{\infty }(x)}の主要なふるまいを選び出すことで、パデ近似を拡張して用いることにより、これらの漸近的振舞いを同時に再現する近似関数{\displaystyle F(x)}を様々な場合に見つけることができる。これにより、通常のパデ近似で近似の精度が最も悪くなる恐れのある{\displaystyle x\rightarrow \infty }で、精度が良くなることが保証される。そのため、2点パデ近似は{\displaystyle x=0\sim \infty }で大域的に良い近似を与える手法となりうる。
{\displaystyle f_{0}(x),f_{\infty }(x)}が多項式や負べきの級数で表される場合や、指数関数、対数関数で表される場合、{\displaystyle x\ln x}と表される場合などに適用可能である。これを用いて微分方程式の近似解を精度よく与える方法が存在する。また、リーマンゼータ関数の非自明な零点についても実軸上の漸近的ふるまいから、最初の非自明な零点をある程度の精度で見積もることができる。

## 多点パデ近似
2点パデ近似をさらに拡張したものが多点パデ近似である。これは、{\displaystyle x=x_{j}(j=1,2,3\cdots ,N)}において、近似したい関数{\displaystyle f(x)}がは指数{\displaystyle n_{j}}で表される特異点
{\displaystyle f(x)\sim {\frac {A_{j}}{(x-x_{j})^{n_{j}}}}(x\rightarrow x_{j})}
を持つ場合に、2点パデ近似の{\displaystyle x=0,x\rightarrow \infty }に加えて、これらの点{\displaystyle x\sim x_{j}}で発散するという性質を再現するように近似する方法である。これにより、関数の特異性の情報を取り込むため、さらに良い精度で関数{\displaystyle f(x)}の近似が可能となる。
また、区間をいくつかの有限または半無限区間に分割することで、その区間を変数変換により、通常の2点パデ近似が適用可能な形式にすることができる。そのようにして、各区間ごとに得られた2点パデ近似を繋ぎ合わせたものを多点パデ近似と呼ぶこともある。

## 例
正弦関数 sin(x)
{\displaystyle \sin(x)\approx {\frac {(12671/4363920)x^{5}-(2363/18183)x^{3}+x}{1+(445/12122)x^{2}+(601/872784)x^{4}+(121/16662240)x^{6}}}}
指数関数 exp(x)
{\displaystyle \exp(x)\approx {\frac {1+(1/2)x+(1/9)x^{2}+(1/72)x^{3}+(1/1008)x^{4}+(1/30240)x^{5}}{1-(1/2)x+(1/9)x^{2}-(1/72)x^{3}+(1/1008)x^{4}-(1/30240)x^{5}}}}
ヤコビの楕円関数 sn(z|3)
{\displaystyle \mathrm {sn} (z|3)\approx {\frac {-(9851629/283609260)z^{5}-(572744/4726821)z^{3}+z}{1+(859490/1575607)z^{2}-(5922035/56721852)z^{4}+(62531591/2977897230)z^{6}}}}
ベッセル関数 J5(x)
{\displaystyle J_{5}(x)\approx {\frac {-(107/28416000)x^{7}+(1/3840)x^{5}}{1+(151/5550)x^{2}+(1453/3729600)x^{4}+(1339/358041600)x^{6}+(2767/120301977600)x^{8}}}}
誤差関数 erf(x)
{\displaystyle \operatorname {erf} (x)\approx {\frac {(2/15)\cdot (49140x+3570x^{3}+739x^{5})}{{\sqrt {\pi }}\cdot (165x^{4}+1330x^{2}+3276)}}}
フレネル積分 C(x)
{\displaystyle C(x)\approx {\frac {(1/135)\cdot (990791x^{9}\pi ^{4}-147189744x^{5}\pi ^{2}+8714684160x)}{(1749\pi ^{4}x^{8}+523536\pi ^{2}x^{4}+64553216)}}}